# Quercus kingiana
Quercus kingiana là một loài thực vật có hoa trong họ Cử. Loài này được Craib miêu tả khoa học đầu tiên năm 1911.

## Hình ảnh

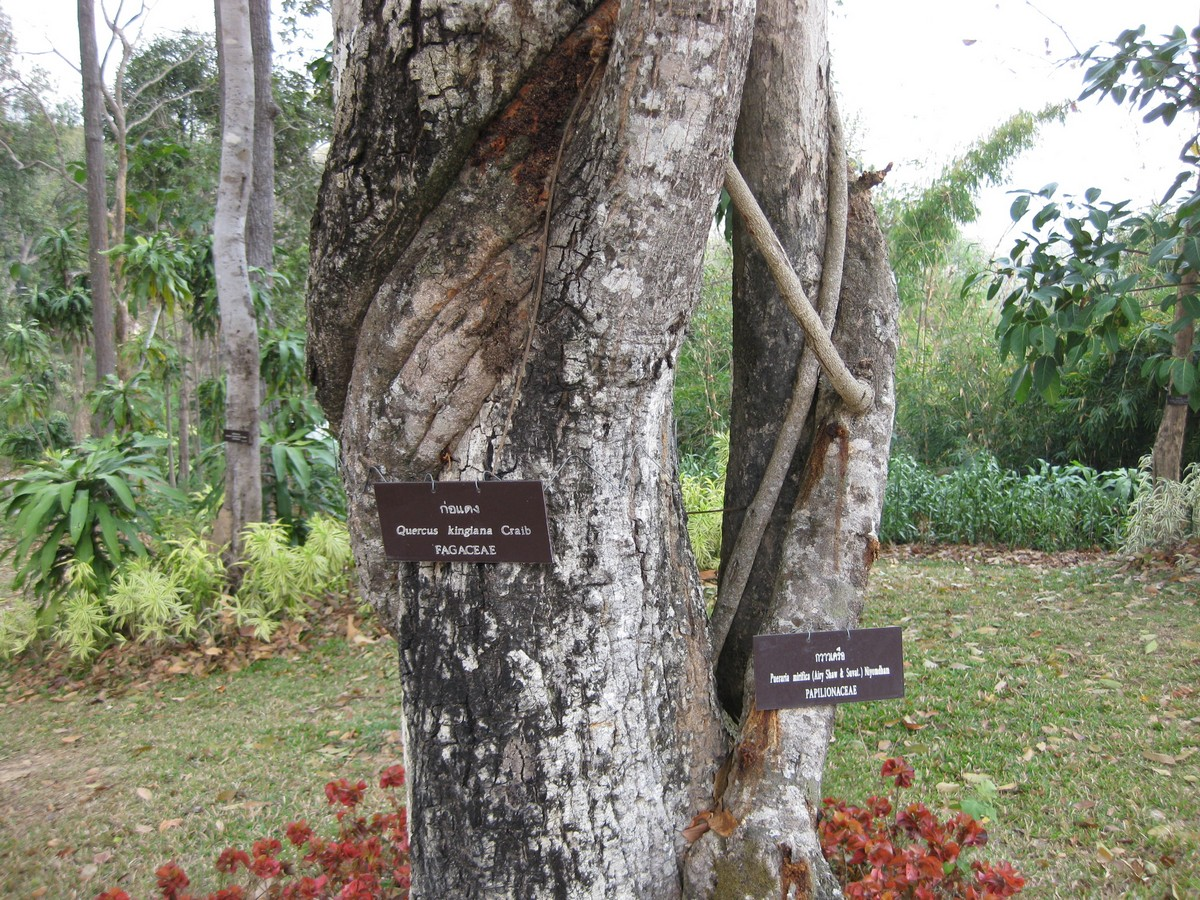
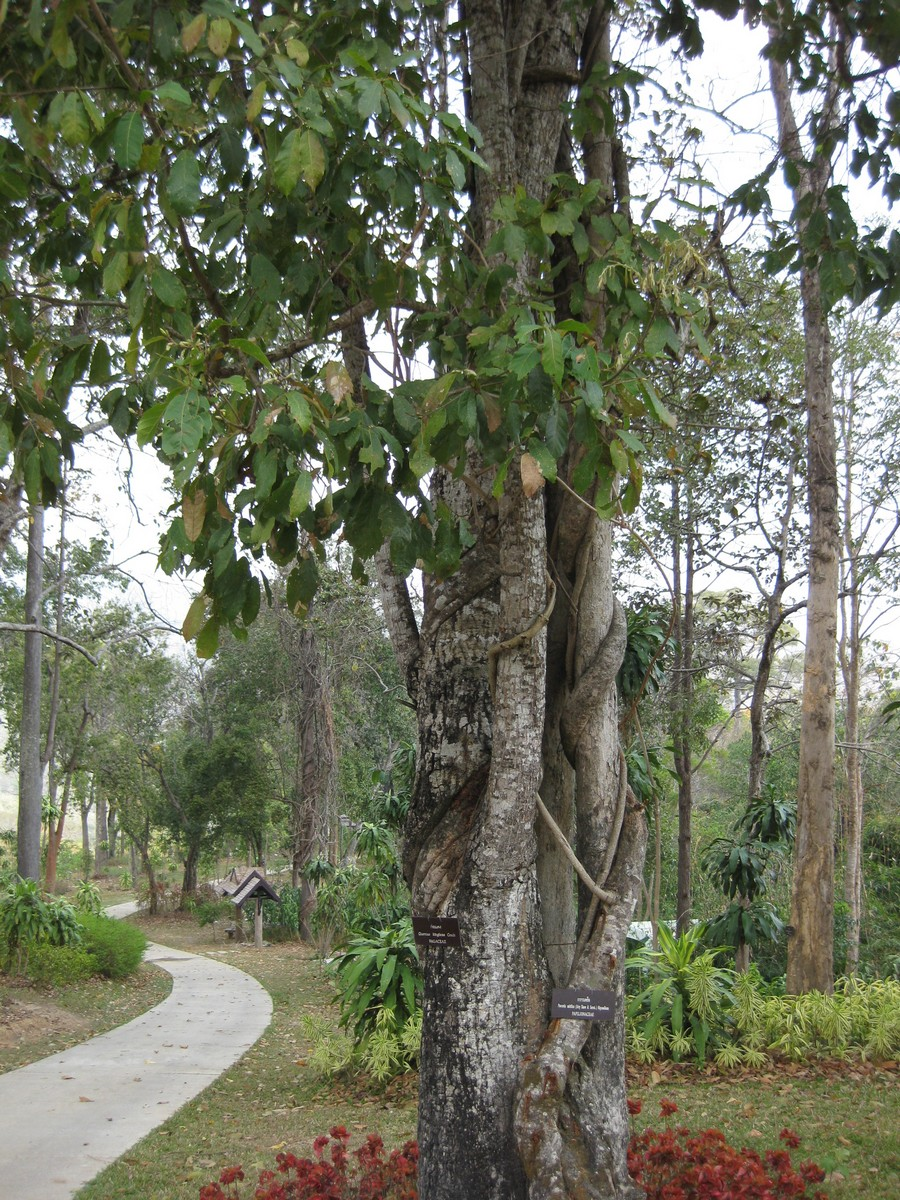